# Serra d'en Calderó
La Serra d'en Calderó és una serra situada al municipi de Rocafort de Queralt (Conca de Barberà), amb una elevació màxima de 666,9 metres.